# ساندرا سیسنروس
ساندرا سیسنروس (انگلیسی: Sandra Cisneros؛ زادهٔ ۲۰ دسامبر ۱۹۵۴) رمان‌نویس، شاعر و نویسنده اهل ایالات متحده آمریکا است.
ساندرا سیسنروس با رمان خانهٔ خیابان منگو (به انگلیسی: The House on Mango Street) که در سال ۱۹۸۴ نوشته‌است به شهرت رسید. پس از این اثر مجموعه داستان‌های کوتاه سیسنروس در مجموعه‌ای به نام زنی که نهر را فریاد می‌زد و داستان‌های دیگر (به انگلیسی: Woman Hollering Creek and Other Stories) در سال ۱۹۹۱ به چاپ رسید. سیسنروس در ادبیات چیکانو که به ادبیات نویسندگان مکزیکی- آمریکایی گفته می‌شود نقشی کلیدی ایفا کرده‌است. او در سال ۲۰۱۹ برندهٔ جایزهٔ جهانی قلم/ ناباکوف شد. از سیسنروس دو کتاب خانهٔ خیابان مانگو و مری را دیده‌اید ترجمه شده‌است.